# Пуповина
Пупови́на, или пупочный канатик (лат. funiculus umbilicalis) — особый орган, соединяющий эмбрион, а затем плод с плацентой. Такое образование в сущности встречается у всех имеющих зародышевые оболочки позвоночных. У примитивных позвоночных обычно чрезвычайно короткое и не имеет характерного шнуровидного вида.
У человека пуповина достигает длины 50-70 см и более, что позволяет плоду совершать сложные движения в полости матки. Толщина пуповины у новорождённого ребёнка — около 2 см. Оболочки пуповины гладкие и блестящие; на ощупь пуповина упруга, напоминает довольно плотную резину.

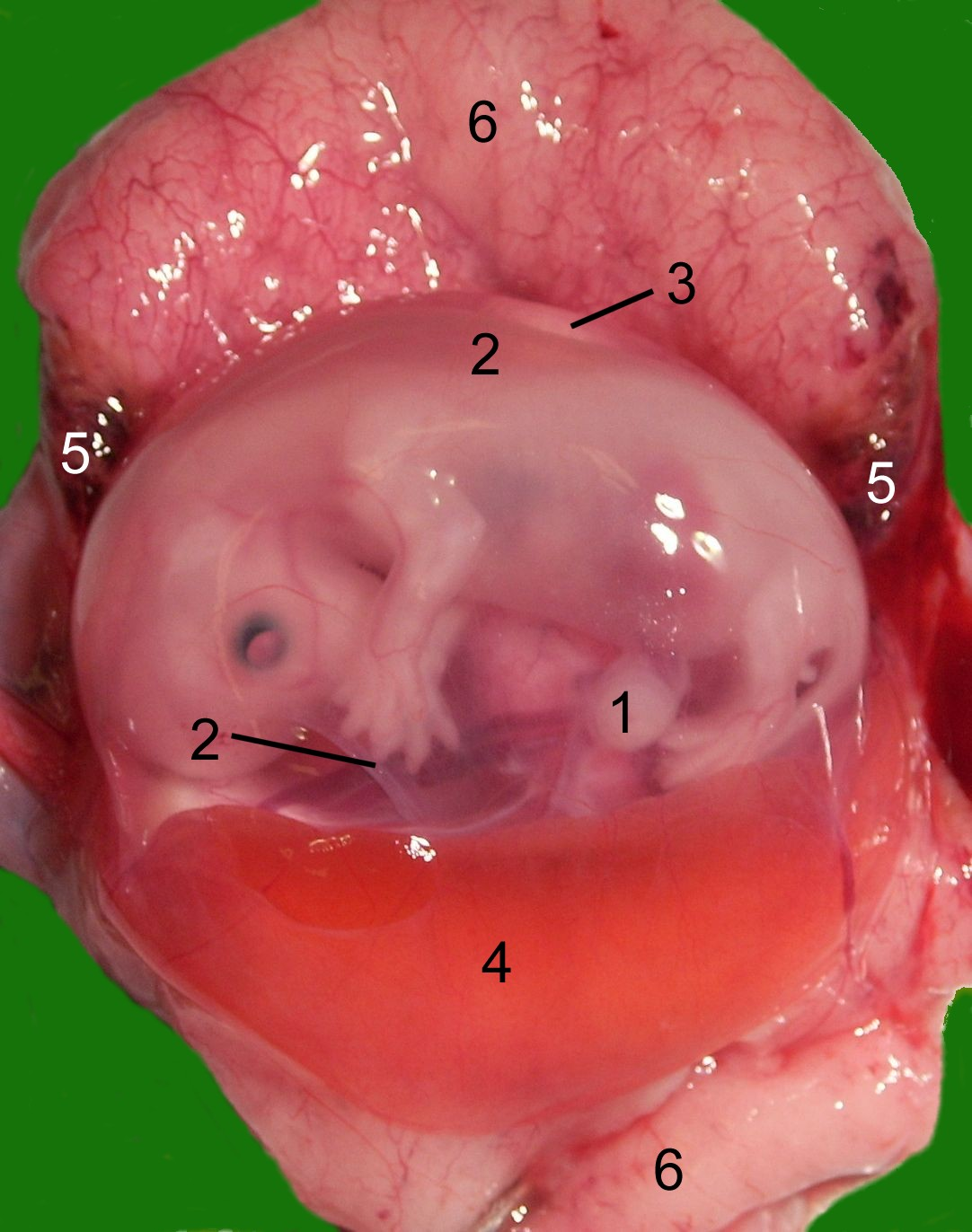
Строение матки кошки с зародышем во время беременности.
1 — Пуповина, 2 — Амнион, 3 — Аллантоис, 4 — Желточный мешок, 5 — Развивающаяся гематома, 6 — Материнская часть плаценты

## Строение
- Пупочные артерии (2 шт.) Отходят от внутренних подвздошных артерий. Несут кровь плода, насыщенную углекислым газом и продуктами обмена веществ, к плаценте. После рождения запустевают и превращаются в рубцовые тяжи (так называемые медиальные пупочные складки, ligamenta mediales umbilicales), которые проходят по передней брюшной стенке под париетальной брюшиной в виде сторон равнобедренного треугольника по бокам мочевого пузыря до пупка (видны со стороны брюшной полости в виде длинных, тонких складок).

- Пупочные вены (первоначально парные, затем правая облитерируется). Несут кровь от плаценты, обогащённую кислородом и питательными веществами. Около 80 % крови попадает в системный кровоток через специальный венозный, или аранциев проток, который проходит по нижней поверхности печени и впадает в нижнюю полую вену. Остальные 20 % крови попадают в портальный кровоток через анастомоз между пупочной веной и левой ветвью воротной вены. Они необходимы для кровоснабжения печени.

Объём крови, оттекающей по пупочным артериям, равен объёму крови, притекающей по пупочной вене, и составляет к 20-й неделе внутриутробного развития 35 мл/мин, к 40-й неделе — 240 мл/мин. Для сравнения, через печень взрослого за минуту протекает 1200 мл крови (при разнице в весе тела в 20 раз кровоток отличается только в 5,5 раз).
- Желточный проток — тяж, который соединяет эмбриональный кишечник и желточный мешок (содержит запасённые в яйцеклетке питательные вещества, в основном, лецитины). В позднем внутриутробном периоде запустевает и рассасывается. Если желточный проток рассасывается не полностью, образуется дивертикул Меккеля.

- Урахус — проток, соединяющий дно мочевого пузыря и плаценту. Ко времени рождения ребёнка превращается в рубцовый тяж, который носит название срединной пупочной связки (ligamentum medianum umbilicale). Видна со стороны брюшной полости в виде тонкой складки, которая расположена точно по средней линии. Если урахус рассасывается не полностью, возможно появление заболевания — кисты урахуса.

- Вартонов студень — студенистая или слизистая соединительная ткань, образующая главную массу пупочного канатика, состоит из мукополисахаридов. Защищает пупочные сосуды от перегибов, механических повреждений и других воздействий.

В вартоновом студне имеются собственные, питающие его, кровеносные сосуды, чувствительные к уровню гормона окситоцина. Когда начинаются роды, уровень окситоцина возрастает, сосуды пуповины суживаются и закрываются. Так начинается быстрый процесс атрофии пуповины, который завершается в ближайшие часы после рождения. В норме, кровоток по сосудам пуповины сохраняется только в течение 5-20 минут после рождения ребёнка.
Полное прекращение кровотока возникает вследствие охлаждения пуповины вне организма матери через влияние на соответствующие терморецепторы сосудов пуповины. В связи с этим считается, что роды в воде могут представлять опасность в плане кровотечения из сосудов пуповины, в том числе, опасного для жизни плода. Однако в большинстве случаев при водных родах пуповина перерезается только после рождения плаценты.
Пуповина одним концом прикрепляется к брюшной стенке плода (в месте прикрепления образуется рубец — пупок, после того, как пуповина отпадёт), а другим — к плаценте.
Стенка пуповины состоит из амниотического покрова, образованного основанием амниона (см. Позвоночные) и содержит в себе массу соединительной ткани (называемой по случаю её желатинозного характера вартоновым студнем), две пупочные артерии и пупочную вену, остатки аллантоиса, желточный проток, соединяющий во внутриутробном периоде дистальный отдел тонкой кишки с желточным мешком (см. Зародышевые оболочки).
При нарушении обратного развития желточный проток не исчезает полностью после рождения ребёнка, а образует так называемый меккелев дивертикул.

## Перерезание пуповины

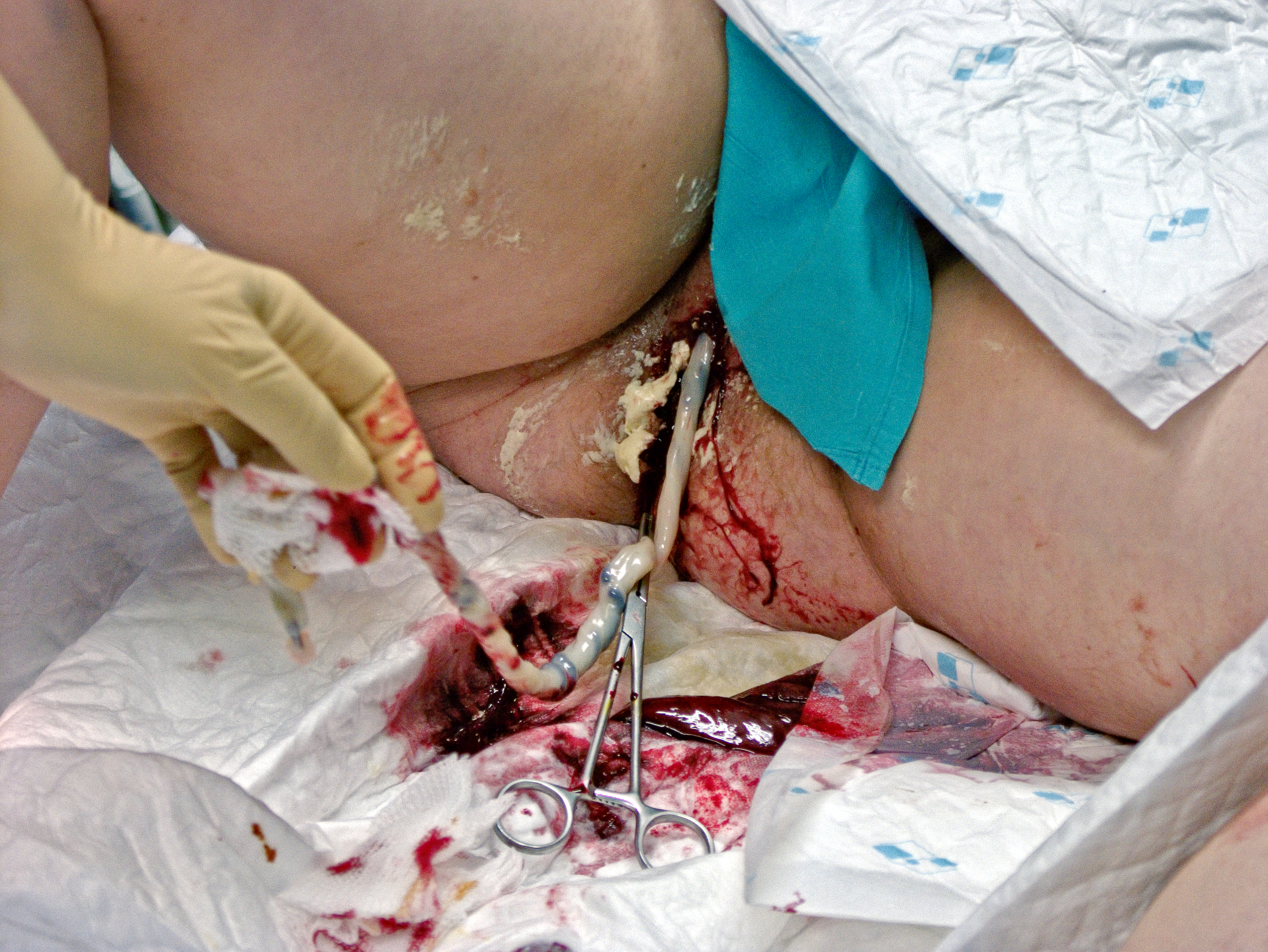
Рождение пуповины в третьем последовом периоде родов, зажим наложенный на пуповину со стороны роженицы одновременно служит для контроля длины родившегося участка, белое на промежности — остатки первородной смазки

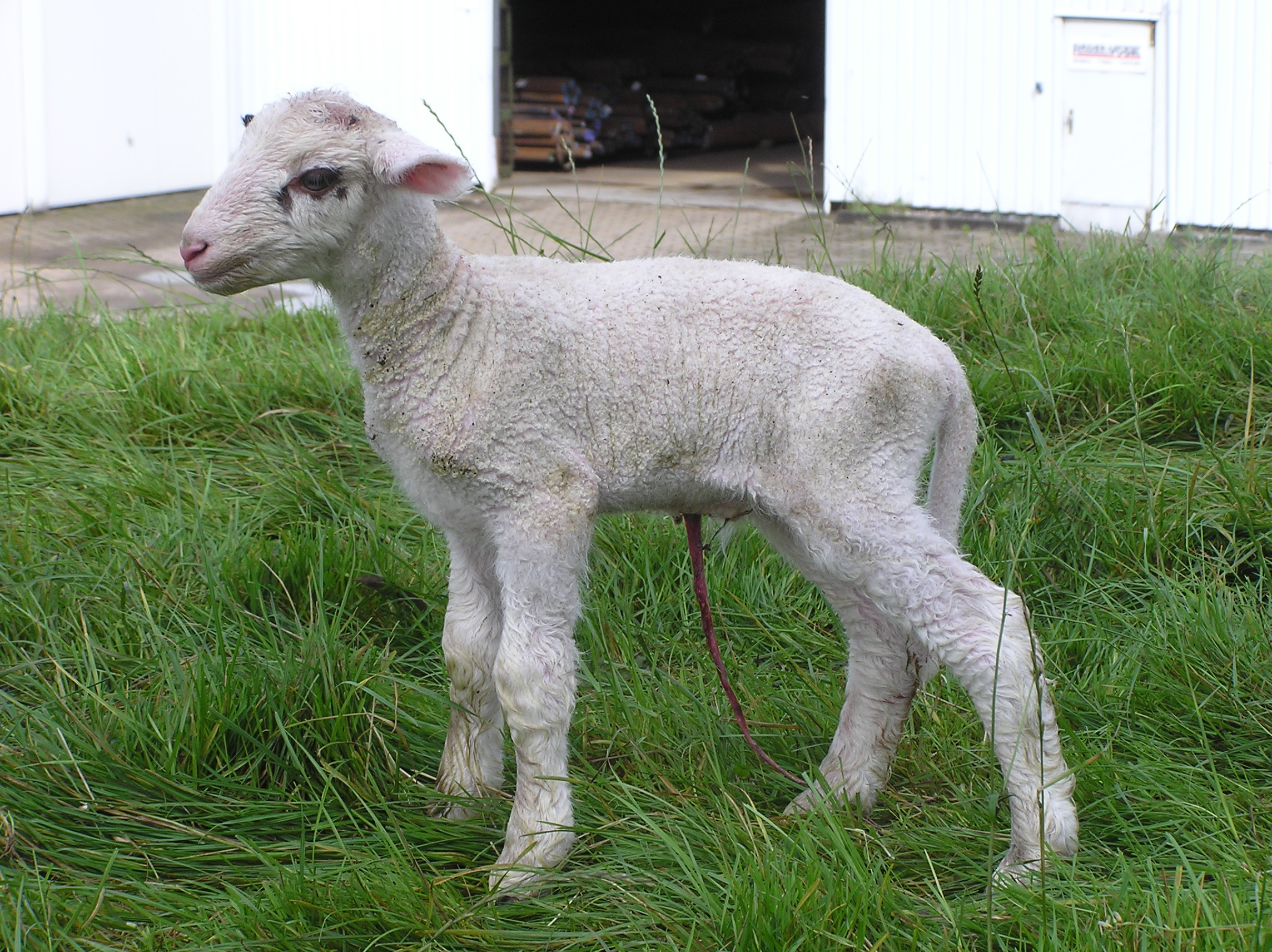
Остаток пуповины у новорождённого ягнёнка, самки млекопитающих обычно перегрызают пуповину после рождения детёныша

После второго периода родов (рождения ребёнка) пуповину пересекают между зажимами или клеммами. Кровь из пупочной вены используют для определения группы крови и резус-фактора новорождённого. Культя пуповины, прилежащая к пупочному кольцу новорождённого, в течение нескольких дней высыхает и отходит (сухой некроз и апоптоз), однако, по современным представлениям, чрезвычайно важно соблюдать стерильность для предупреждения пупочной инфекции, которая может представлять опасность для здоровья и даже жизни ребёнка.
Время перерезания пуповины играет большую роль. В случае очень быстрого перерезания (до прекращения пульсации пуповины) богатая кислородом кровь не успевает вернуться из плаценты в кровеносную систему ребёнка, отчего уровень гемоглобина и железа у новорождённого снижается. Современные (2013—2014 годов) американские исследования показывают, что перерезание пуповины с задержкой 5-30 минут способствует увеличению уровня гемоглобина, увеличению скорости набора веса и снижает риск заболеваний в возрасте 3-6 месяцев.

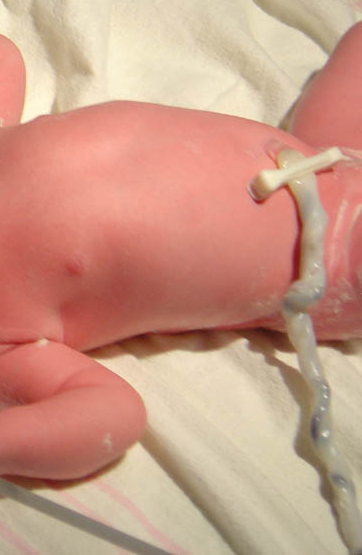
Пластиковый зажим наложенный на пуповину со стороны новорождённого вместо перевязки
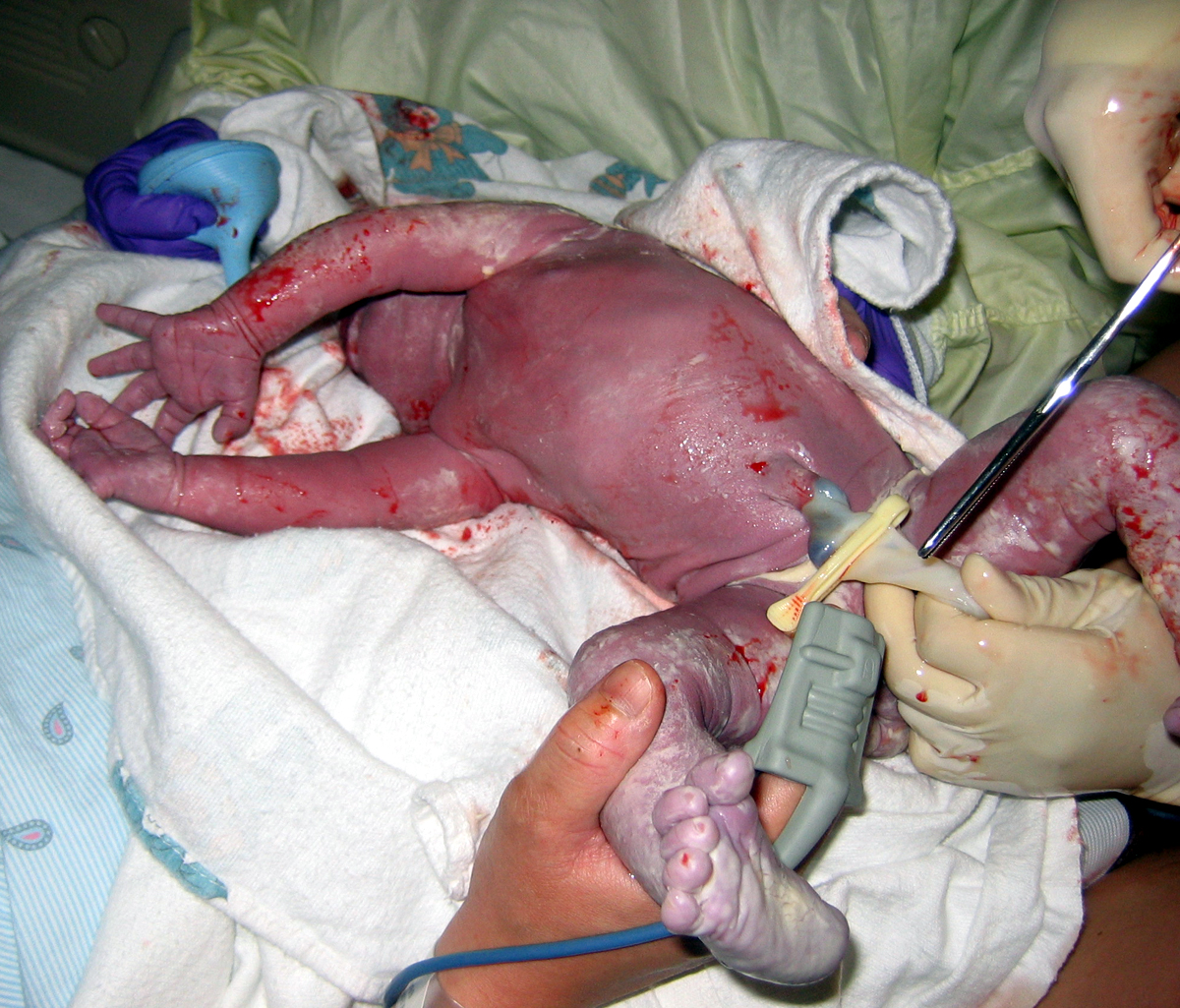
Перерезание пуповины между зажимами (у зажима наложенного со стороны новорождённого)
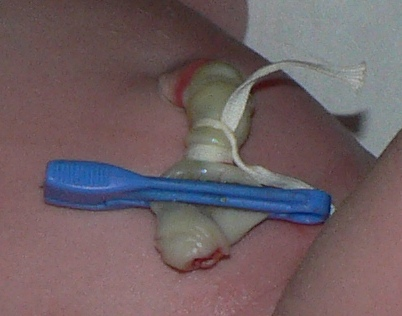
Культя пуповины с наложенным пластиковым зажимом, дополнительно перевязана
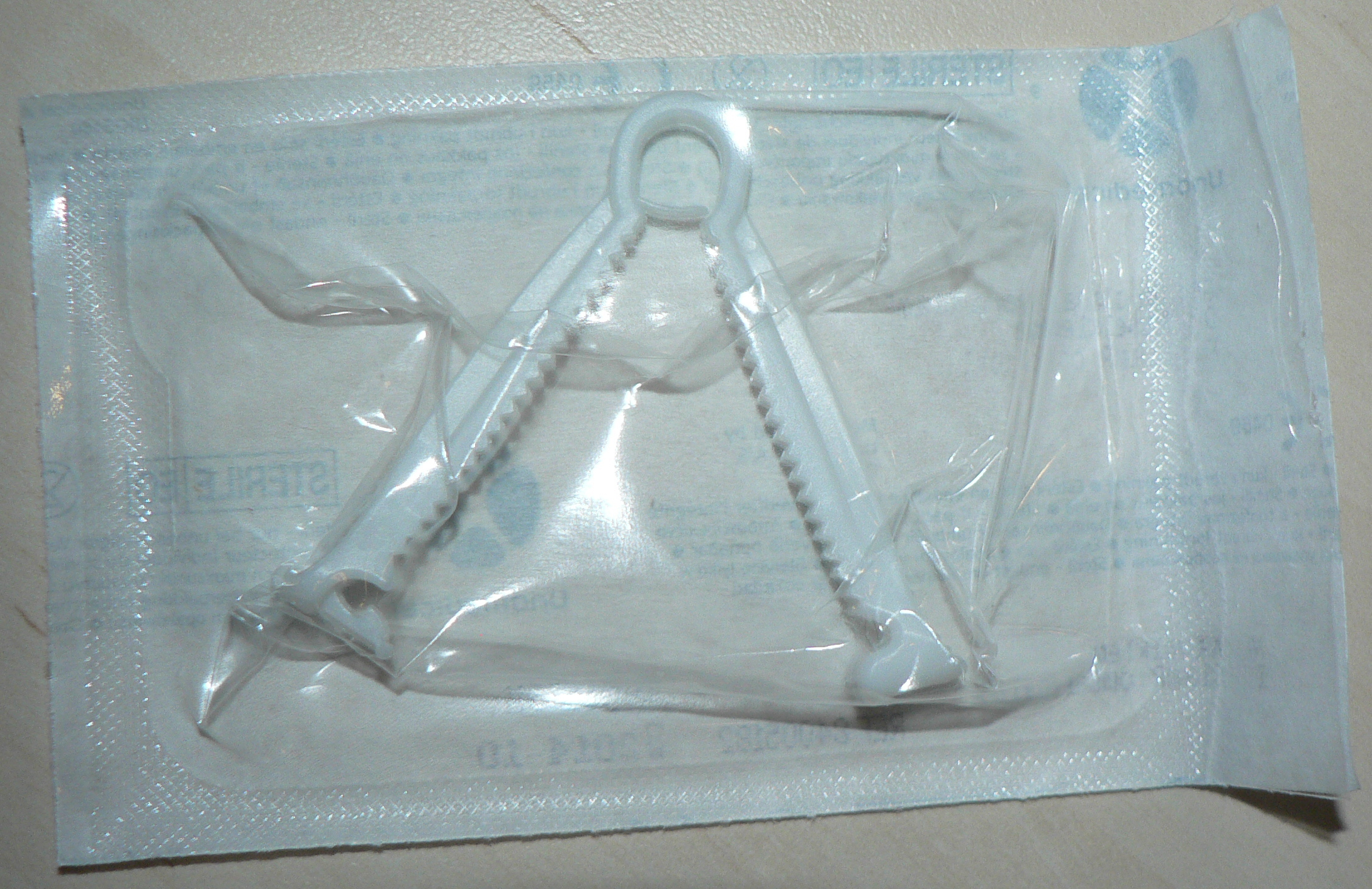
Пластиковый зажим для пуповины в стерильной упаковке
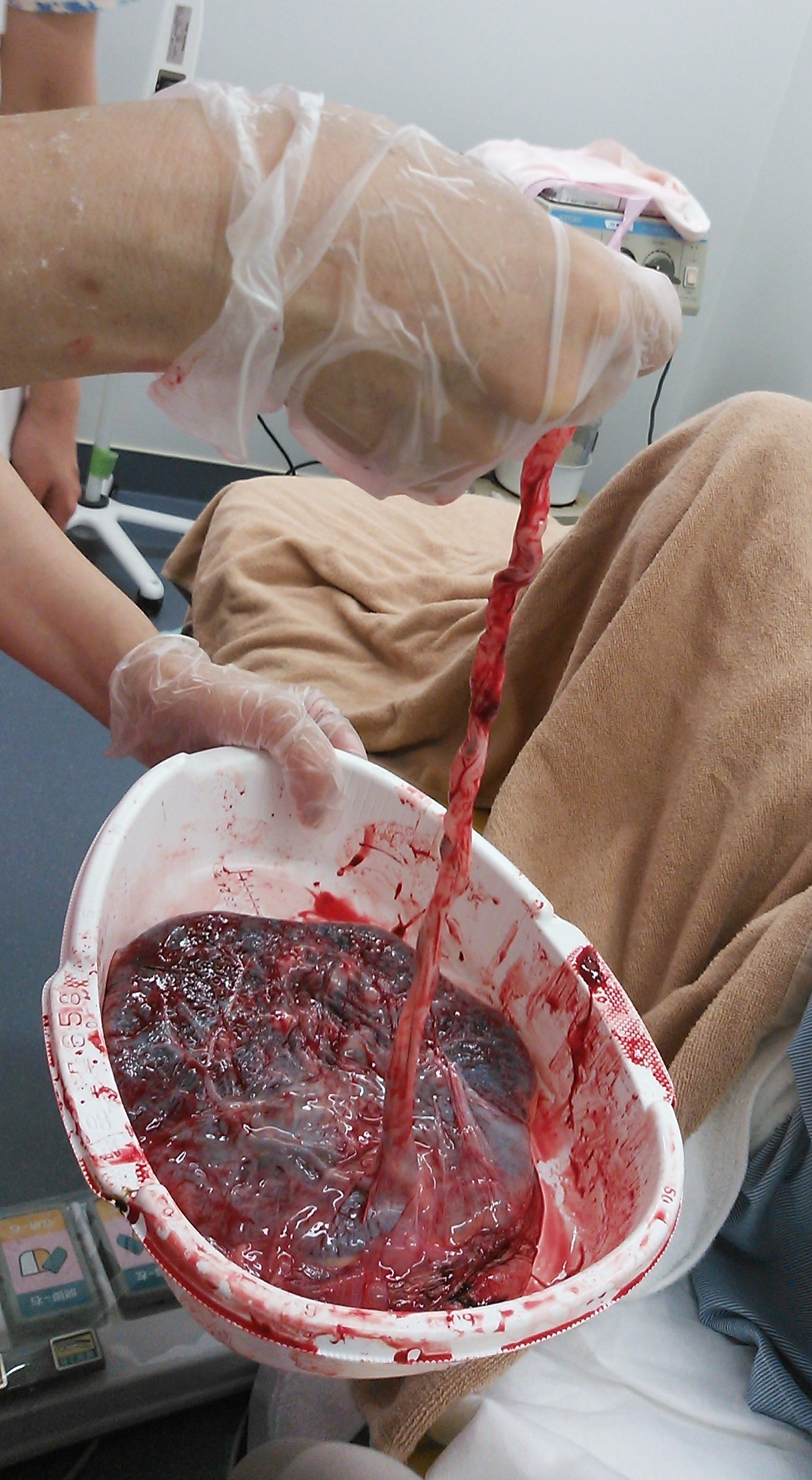
Рождённый послед, плодная поверхность плаценты (вывернута при рождении), остаток пуповины
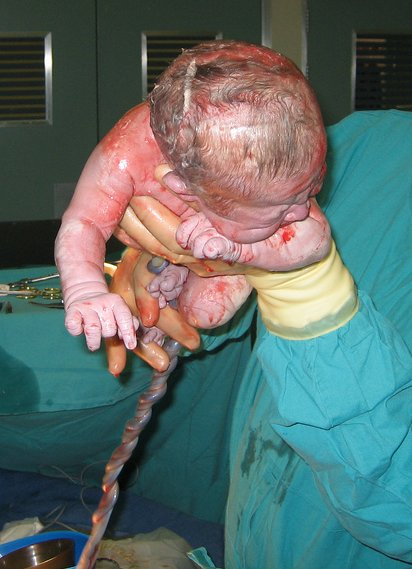
Новорождённый после кесарева сечения. Пуповина не перерезана